# Newnham (Hampshire)
Pour les articles homonymes, voir Newnham.
Newnham est une paroisse civile et un village du Hampshire, en Angleterre.